# Китагути, Мидзуки
Мидзу́ки Китагу́ти (; род. 17 апреля 1994) — японская кёрлингистка.
В составе женской сборной Японии участница зимней Универсиады 2015. В составе молодёжной сборной Японии участница Зимних юношеских Олимпийских игр 2012.
В «классическом» кёрлинге (команда из четырёх человек одного пола) в основном играет на позициях третьего и четвёртого.

## Достижения
- Тихоокеанско-Азиатский чемпионат по кёрлингу среди юниоров: бронза (2014).

## Команды
| Сезон                                               | Четвёртый        | Третий           | Второй           | Первый        | Запасной        | Тренер           | Турниры              |
| --------------------------------------------------- | ---------------- | ---------------- | ---------------- | ------------- | --------------- | ---------------- | -------------------- |
| 2013—14                                             | Маю Минами       | Мидзуки Китагути | Маю Нацуизака    | Мари Икава    | Котоми Мотизуки | Kazumi Takeshima | ТАЧЮ 2014            |
| 2014—15                                             | Маю Минами       | Мидзуки Китагути | Маю Нацуизака    | Мари Икава    | Котоми Мотизуки | Sakurako Terada  | ЗУ 2015 (9 место)    |
| 2015—16                                             | Мидзуки Китагути | Маю Минами       | Маю Нацуизака    | Мари Икава    |                 |                  | ЧЯЖ 2016 (7 место)   |
| 2016—17                                             | Мидзуки Китагути | Маю Минами       | Маю Нацуизака    | Мари Икава    |                 |                  | ЧЯЖ 2017 (6 место)   |
| Кёрлинг среди смешанных команд (mixed curling)      |                  |                  |                  |               |                 |                  |                      |
| 2011—12                                             | Синго Усуи       | Мидзуки Китагути | Tsukasa Horigome | Mako Tamakuma |                 | Синъя Абэ        | ЗЮОИ 2012 (7 место)  |
| Кёрлинг среди смешанных пар (mixed doubles curling) |                  |                  |                  |               |                 |                  |                      |
| 2011—12                                             | Мидзуки Китагути | Томас Мёрхэд     |                  |               |                 | Брэд Аскью       | ЗЮОИ 2012 (17 место) |

(скипы выделены полужирным шрифтом)